# Augusto Pestana
För andra betydelser, se Augusto Pestana (olika betydelser).

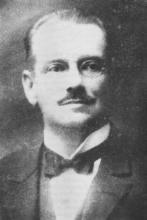
Augusto Pestana

Augusto Pestana, född 22 maj 1868, död 29 maj 1934, var en brasiliansk ingenjör och politiker. Han var en ledare för det republikanska partiet i Rio Grande do Sul. Pestana var den första borgmästaren i Ijui och den första ordföranden i den statliga järnvägen. Han valdes tre gånger till den brasilianska parlamentet. Staden Augusto Pestana (Rio Grande do Sul) är uppkallad efter honom.